# Лорент, Якоб Август
Якоб Август Лорент (нем. Jakob August Lorent или нем. Jakob August von Lorent; 12 декабря 1813, Чарлстон, Южная Каролина — 9 июля 1884, Мерано) — немецкий ботаник, химик, археолог и фотограф.

## Биография
Якоб Август Лорент родился в городе Чарльстон 12 декабря 1813 года. В 1818 году Лорент вместе с семьёй переехал в Мангейм. Изучал химию, зоологию и ботанику в Гейдельбергском университете. После получения докторской степени в 1837 году Якоб Август Лорент стал натуралистом. Лорент предпринял исследовательские поездки в Северную Африку (1840), в Малую Азию и в Египет. Якоб Август Лорент умер в городе Мерано 9 июля 1884 года.

## Избранные научные работы
- Wanderungen im Morgenlande während den Jahren 1842—1843, Verlag Loeffler, Mannheim 1845.
- Egypten, Alhambra, Tlemsen, Algier: Reisebilder aus den Anfängen der Photographie, zusammengestellt von Wulf Schirmer, Werner Schnuchel und Franz Waller; mit einem biographisch-photohistorischen Anhang von Franz Waller, Verlag Philipp von Zabern, Mainz 1985.